# نیروگاه بادی عون بن علی

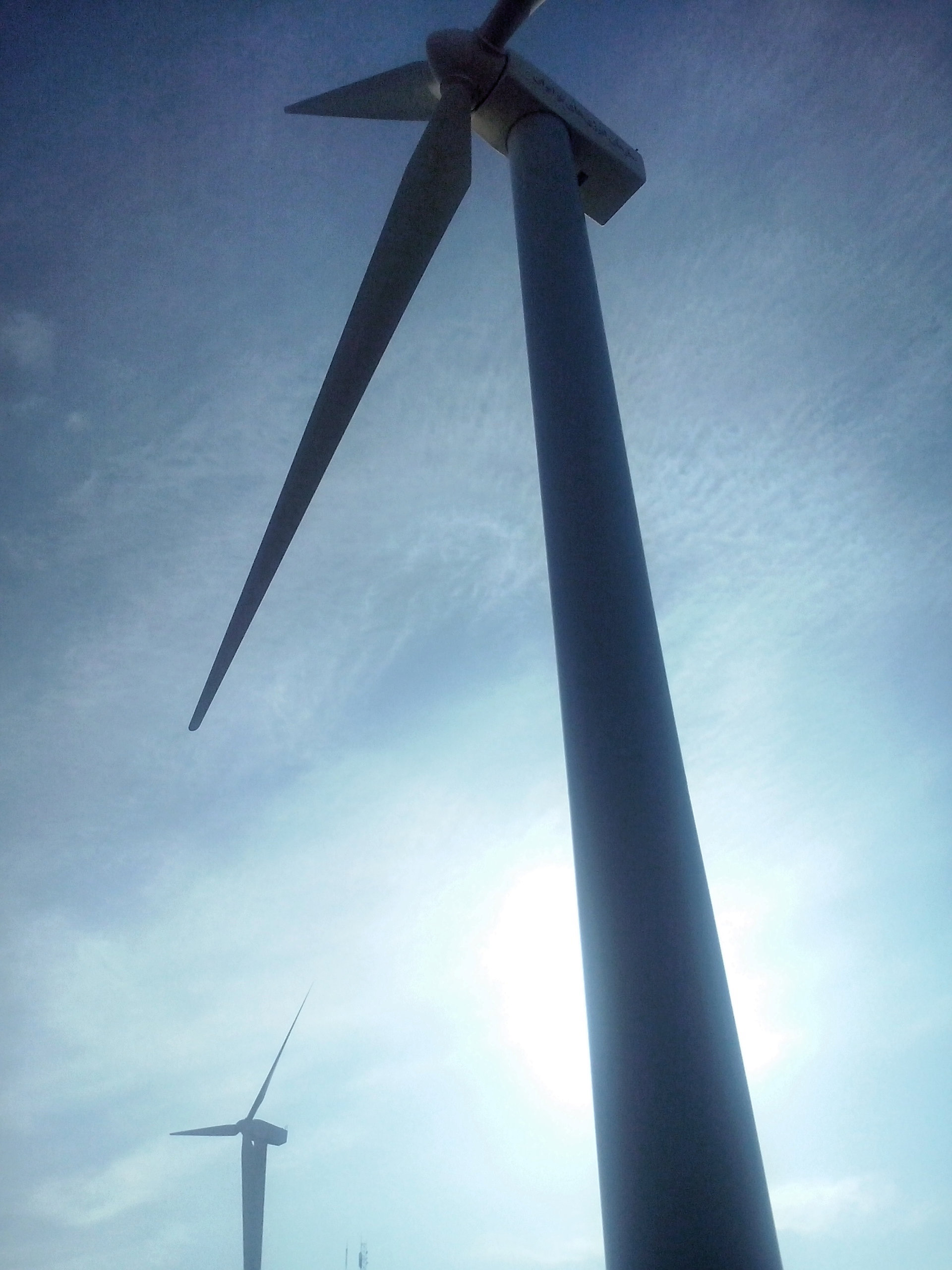
نیروگاه بادی کوه عینالی تبریز.

نیروگاه بادی عون بن علی یا عینالی (در ارتفاعات کوه عینالی شهر تبریز، تأسیس بهمن ۱۳۸۸)، یکی از نیروگاه‌های ایران با ظرفیت تولید ۱٫۹۸ مگاوات است که شامل مجموعه‌ای از توربین‌های بادی است. هم‌اکنون تعداد توربین‌های بادی این نیروگاه ۳ عدد می‌باشد که تا ۲۰ عدد افزایش خواهد یافت.
اولین توربین از این مجموعه در ۲۹ بهمن ماه ۱۳۸۸ توسط سازمان انرژی‌های نو ایران (سانا) به بهره‌برداری رسید.

## مشخصات فنی توربین‌های بادی نیروگاه
- توان نامی: ۶۶۰ کیلووات
- قطر روتور: ۴۷ متر
- سرعت چرخشی روتور: ۲۸/۵ دور در دقیقه
- دور ژنراتور: ۱۵۱۵-۱۶۵۰ دور در دقیقه
- طول پره ها: ۲۲/۹ متر
- ارتفاع برج: ۴۰ متر
- نوع گیربکس: خورشیدی
- حداقل سرعت باد برای تولید برق: ۴ متر بر ثانیه
- سرعت باد برای تولید توان نامی: ۱۵ متر بر ثانیه
- حداکثر سرعت باد برای تولید برق: ۲۵ متر بر ثانیه